# Lyctus parallelocollis
Lyctus parallelocollis es una especie de escarabajo de la pólvora del género Lyctus, categorizada en la tribu Lyctini, de la familia Bostrichidae. Fue descrita por Blackburn en 1888.

## Distribución
Se distribuye por Asia: Israel y Oceanía: Australia.